# Van Morrison
Sir Van Morrison (født 31. august 1945 i Belfast som George Ivan Morrison) er en nordirsk sanger, musiker og sangskriver. Han blev adlet for sin musikalske karriere samt sin indsats for turismen og velgørenhed i Nordirland.
Van Morrison blev kendt som "Van the Man" og indledte sin professionelle musikkarriere i slutningen af 1950'erne, hvor han spillede en række forskellige instrumenter som guitar, mundharmonika, tangentinstrumenter og saxofon for forskellige irske showbands, en orkesterform der spillede dansemusik med kopinumre af tidens hits. Han blev kendt i midten af 1960'erne som sanger i det nordirske r&b-band Them, med hvilket han indspillede det klassiske garagerock-nummer "Gloria". Han indledte herefter en solokarriere med støtte fra den pop-orienterede sangskriver og producer Bert Berns og udgivelsen af "Brown Eyed Girl" i 1967. Efter Berns' død overtog Warner Bros. Records hans kontrakt, og han udgav albummet Astral Week i 1968. Den var ikke nogen stor kommerciel succes i kølvandet på udgivelsen, selv om den senere har fået mere medvind. Til gengæld blev Morrison med udgivelsen af Moondance (1970) etableret som en stor kunstner, og han øgede sin position i løbet af 1970'erne med en række roste album og koncerter. Morrison er fortsat med at indspille musik og turnere, for det meste med både anmeldermæssig og kommerciel succes. Han har i tidens løb også samarbejdet med andre kunstnere som The Chieftains og Georgie Fame.
Det meste af Morrisons musik er struktureret efter konventionerne inden for soul- og r&b-musikken, eksemplificeret i sange som "Brown Eyed Girl", "Jackie Wilson Said (I'm in Heaven When You Smile)", "Domino" og "Wild Night". En anden side af hans musikalske virke består af lange, løst sammenhængende, spirituelt inspirerede musikalske rejser, der viser en indflydelse fra den keltiske tradition, jazz og stream-of-consciousness som albummet Astral Week og de mindre kendte Veedon Fleece og Common One. De to stilarter i forening er ind imellem blevet betegnet som keltisk soul Van Morrison har modtaget seks Grammy-priser, Brit Award i 1994 for fremragende bidrag til musikken, og han er optaget i både Rock and Roll Hall of Fame samt Songwriters Hall of Fame.

## Karriere
George Ivan Morrison blev født i Belfast, Nordirland, og forlod skolen allerede som 15-årig for at danne sin første gruppe The Monarchs. Inden da havde han nået at spille et par år i et skiffle-band. Det blev dog i 1965, at Van Morrison fik sit internationale gennembrud med gruppen Them.
Them spillede aggressiv R&B (oprindelig form) med Van Morrisons markante vokal, og de indspillede hitsangene "Here Comes the Night" og "Gloria" (sidstnævnte skrevet af Morrison). Them gik i opløsning i 1966, og siden da har Van Morrison arbejdet som solist i varierende samarbejde med andre musikere, ligesom han genremæssigt har bevæget sig rundt i stort set alle de afkroge af rockmusikken, han kunne finde. Han har siden 1967 udgivet omkring 35 album i eget navn og medvirket som gæst på talrige compilations og støtteplader, oftest med gæsteoptræden.
Hans andet album under eget navn Astral Weeks (1968) er af en hel generation rockskribenter og -historikere fremhævet som en at de allerbedste rockplader, der nogensinde er lavet. Her manifesterede han sig som album-musiker, selvom han året forinden havde haft et top-ti-singlehit i USA med "Brown Eyed Girl".
I 1970 kom albummet Moondance, hvor især titelnummeret og "Crazy Love" har opnået meget spilletid.
Han medvirkede i filmen The Last Waltz om The Bands sidste koncert.
Mellem 1980 og 1983 boede Morrison i en fjerdesals lejlighed i Vanløse sammen med sin danske kæreste, Ulla Munch. Albummet Beautiful Vision fra 1982 indeholder bl.a. sangen "Vanlose Stairway", der handler om trapperne op til kærestens lejlighed.

## Diskografi

### Album
- Blowin' Your Mind! (1967)
- Astral Weeks (1968)
- Moondance (1970)
- His Band and the Street Choir (1970)
- Tupelo Honey (1971)
- Saint Dominic's Preview (1972)
- Hard Nose the Highway (1973)
- It's Too Late to Stop Now (1974; live)
- Veedon Fleece (1974)
- A Period of Transition (1977)
- Wavelength (1978)
- Into the Music (1979)
- Common One (1980)
- Beautiful Vision (1982)
- Inarticulate Speech of the Heart (1983)
- A Sense of Wonder (1985)
- No Guru, No Method, No Teacher (1986)
- Poetic Champions Compose (1987)
- Irish Heartbeat (sammen ned The Chieftains) (1988)
- Avalon Sunset (1989)
- Enlightenment (1990)
- Hymns to the Silence (1991)
- Too Long in Exile (1993)
- Days Like This (1995)
- How Long Has This Been Going On (1995)
- Tell Me Something: The Songs of Mose Allison (1996)
- The Healing Game (1997)
- Back on Top (1999)
- You Win Again (2000)
- Down the Road (2002)
- What's Wrong with This Picture? (2003)
- Magic Time (2005)
- Pay the Devil (2006)
- Keep It Simple (2008)
- Born to Sing: No Plan B (2012)
- Duets: Re-working the Catalogue (2015)
- Keep Me Singing (2016)
- Roll with the Punches (2017)
- Versatile (2017)
- You're Driving Me Crazy (2018)
- The Prophet Speaks (2018)
- Three Chords & the Truth (2019)
- Latest Record Project, Volume 1 (2021)
- What's It Gonna Take? (2022)
- Moving On Skiffle (2023)
- Beyond Words: Instrumental (2023)
- Accentuate the Positive (2023)